# Seznam slovenskih inženirjev strojništva
Seznam slovenskih inženirjev strojništva.

## A
Boris Aberšek - Bojan Ačko - Vid Agrež - Vital Ahačič - Fouad Al-Mansour - Andro Alujevič - Miha Ambrož - Leopold Andrée - Ivan Anžel - Marjan Anžur - Andrej Aplenc - Ciril Arkar - Jurij Avsec - Marko Avšič?

## B
(Marin Bajd) - Ivan Bajsić - Zvone Balantič - Jože Balič - Janez Balkovec - Anton Baloh - Sani Bašič - Milan Batista - Bojan Bedenk - Aleš Belšak - Janez Benedičič - Roman Benet - Anton Beovič - Anton Bergant - Zoran Bergant - Arthur E. Bergles - Franc Bernard - Borut Bernat - Rajko Bernik - Natan Bernot - Julij Bertoncelj - Dean Besednjak - Roberto Biloslavo - Ignacijo Biluš - Aleš Bizjak - Valentin Bizjak - Frančišek Bizjan - Slavko Blatnik - Stanko Bloudek - Miha Bobič? - Miha Boltežar - Andrej Bombač - Gorazd Bombek - Josip Boncelj - Marko Boncelj - Milan Bordon - Drago Bračun - Tomaž Brajlih - Tadej Brate - Robert Brauc - Anton Brcar - Boris Janez Bregant - Franc Brelih - Bojan Breznik - Miran Brezočnik - Simon Brezovnik - Gabrijel Brinšek - Miha Brojan - (Boris Brovinsky) - Mihael Brunčko - Borut Buchmeister - Bojan Bučar - Boris Bukovec - (Borut Bundara) - Peter Butala - Vincenc Butala

## C
Roman Celin - Boštjan Cerkvenik - Boris Cijan - Ante Crnjac (1927-2018) - Franc Cvetaš -

## Č
Ludvik Čebular - Anton Černej - Boris Černigoj - Lado Černoš - Tone Češnovar - Vincenc Čižman - Živojin Čuček - Mirko Čudina - Jožko Čuk - Franc Čuš

## D
Janez Dekleva - Marjan Delić - Edvard Detiček - Janez Diaci - Želimir Dobovišek - Slavko Dolinšek - Bojan Dolšak - Helena Drnovšek Sršen - Boštjan Drobnič - Marjan Drofenik - Roman Drole - Igor Drstvenšek - Vladimir Drusany - Jože Duhovnik - Matevž Dular - Marjan Dvornik - Henrik Dvoršak

## E
Janez Ekart - Andrej Eleršek - Igor Emri -

## F
Ljubo Fabjan - Gorazd Fajdiga - Matija Fajdiga - Vladimir Fatur - Bogdan Filipič - Jože Flašker - Uroš Flisar - Dušan (C.) Florjančič - Janez Florjančič - Lev Furlan Nosan

## G
Gašper Gantar - Vito Garbajs - Jože Gašperlin - Branko Gašperšič - Samo Gazvoda - Jože Germek - Jože Geršak - Miroslav Geržina - Henrik Gjerkeš - (Stanislav (Staša) Glaser) - Vladimir Gliha - Srečko Glodež - Andrej Glojek - Andrej Godina - Jože Golob - Iztok Golobič - Franc Gologranc - Boštjan Gorjup - Franc Gortnar - Karl Gotlih - Edvard Govekar - Janez Gradišek - Alojzij Grčar - Stane Grčar - Ladislav Grdina - Ivan Grebenc - Dominik Gregl - Igor Grabec?- Ivan Grebenc - Janez Gregorčič - Alojz Gregorič - Edvard Grošelj - Dušan Gruden - Mihael Gruden - Janez Grum - Peter Gspan - Andrej Grželj - Nenad Gubeljak - Gvidon Gulič - Miloš Gulič - Jože Guna - Leo Gusel - Božidar Guštin

## H
Matevž Hafner - Miroslav Halilovič - Robert Harb - Boštjan Harl - Anton Hauc - Niko Herakovič - Karel Hinterlechner - Damjan Hladnik - Jurij Hladnik - Gorazd Hlebanja - Jože Hlebanja (1926-2022) - Marko Hočevar? - Matej Hohnjec - Stojan Horvat - Mladen Houška - Štefan Hozjan - Gorazd Hren - Boris Hribar (1898-1966) - Aleš Hribernik - Matjaž Hriberšek - Marjan Hudina

## I
Sava Isaković - Radko Istenič (jedrski tehnik)

## J
Tadej Jakopič - Igor Janežič - Miro Jančigaj - Jožef Jarh - Ciril Jekovec (1881-1957) - Raoul Jenčič?- Matjaž Jenko - Uroš Jenko - Janez Jereb - Boris Jerman - Andrej Jeromen - Boris Jeseničnik - Anton Jezernik - Matija Jezeršek - Anton Jež - Mario Jež - Vlado Jordan - Mihael Junkar - Tomaž Jurejevčič - Jože Jurkovič - Borut Justin - Jože Juvan

## K
Mitjan Kalin - Branko Kalpič - Zlatko Kampuš - Zoran Kariž - Ivo Karner - Mitja Kastrevc - Franci Katrašnik - Tomaž Katrašnik - Leon Kavčnik? - Breda Kegl - Marko Kegl - Dragutin Kelšin - Tomaž Kern - Janko Kernc (1953) - Aleksander Kidrič - Edvard Kiker - Andrej Kitanovski - Simon Klančnik (strojnik) - Zdravko Klasek (1932-2021) - Jernej Klemenc - Damjan Klobčar - Mitja Klopčič - Jernej Klopčič - Tomaž Kmecl - Jure Knez - Janez Kobe (1921) - Maks Kocbek - Božo Kočevar - Rosana Kolar - Tomaž Kolšek - Marcel Kompare - Boštjan Končar - Andrej Konjajev - Janez Kopač - Darko Koporčič - Rudi Koprivnik - Aleksej Kopylov - Marjan Korošec - Marko Kos - Borut Kosec - Ladislav Kosec - Franc Kosel - Tadej Kosel - Hubert Kosler - Aleksander Kostnapfel - Karel Košak - Marko Košir (1946) - Igor Kovač - Marko Kovač - Miran Kovač - Franček Kovačec - Branko Kozina - Danilo Kraigher - Peter Krajnik - Viljem Kralj - Janez Kramar - Janez Kramberger - Andrej Kranjec - Janez Kranjec (1928-2020) - Marko Krečič - Gorazd Krese - Bojan Kraut - Alojz Križman - Miloš Krofta - Jurij Krope - Marko Kržišnik - Ivan Kučan - Anton Kuhelj ml. - Tomaž Kumelj - Pavel Kunc - Peter Kunc (1934-2021) - Robert Kunc - (Drago Kunstelj/Zgb) - Janez Kušar - Igor Kuštrin - Jože Kutin - Franc Kuzma - Karl Kuzman - Roman Kreslin

## L
Miran Lakota - Sašo Lap - Marjan Leber - Janko Legat - Zvonimir Lemič - Milan Lenarčič (1884-1949) - Janez Lesar - Bojan Leskovar - Polde Leskovar - Peter Leš - Boleslav Likar - Otto Likar (1915-2005) - (Andrej Lipej) - Mitja Ljubeljšek - Feliks Lobe - Peter Lobe - Bojan Logar (strojnik) - Gorazd Lojen - Darko Lovrec - Stanislav Lukšič - Janez Luznar

## M
Marjan Mačkošek - Zvonko Majcen - Franc Majdič (1975) - Jože Majes - Milan Marčič - Evgen Marek - Janez Marinko - Janez Marolt - Slavko Marolt - Klemen Medja - Jožef Medved? - Sašo Medved - Breda Mejak Vrišer - Jani Melik - Toni Mešič - Milan Mikuž (1885-1976) - Matevž Milčinski - Jurij Modic - Nikolaj Mole - Franc Mordej - Mitja Mori - Miran Mozetič - (Janez Možina) - Mitja Muhič - Simon Muhič - Ivan Munda - Hinko Muren - Bogomir Muršec - Milan Muršič - Andrej Mernik

## N
Marko Nagode - Blaž Nardin - Aleš Nemec - Nande Niklsbacher - Dragica Noe - Marina Novak - Peter Novak

## O
Maks Oblak (strojnik) - Janez Oman - Mirko Opara - Miran Oprešnik - Henri Orbanić - Tomaž Orešič - Milan Ozimič -

## P
Ivan Pahole - Leopold Panjan - Radislav Pavletič - Stanislav Pehan - Janez Peklenik - Vili Pepel - Tomaž Pepelnjak - Andrej Perko (fotograf) - Tomaž Perme - Matjaž Perpar - Bogomil Pertot - Stojan Petelin - Borut Petkovšek - (Jože Petrišič) - Igor Petrović - Peter Petrovič - Jože(f) Pezdirnik - Ciril Pisanski - Martin Plankar? - Bojan Podgornik - Primož Podržaj - Ivan Pogačar - Andrej Polajnar - Ivan Polajnar - Marko Polajnar - Dušan Poljak (1921-2020) - Bojan Pollak - Katja Popovič - Milovan Popović - Alojz Poredoš - Štefan Poredoš - Herman Potočnik - Primož Potočnik - Iztok Potrč - Roman Povše - Miloš Požar? - Matej Požarnik - Bojan Poženel - Alojzij Prašnikar - Ivan Prebil - Jožef Predan - Andrej Predin - Matjaž Prek - Zmagoslav Prelec - Stane Premelč - Franc Premk - Bojan Pretnar - Jurij Prezelj - Anton Zvonko Pristavec - Jernej Pristavec - Viktor Prosenc - Ervin Prelog - Jurij Prezelj - Bogdan Pučko - Jože Puhar - Vladimir Puklavec - Franci Pušavec

## R
Savo Rakčević - Matjaž Ramšak - Zoran Rant - Jure Ravnik - Emil Rejec - (Ciril Rekar) - Marjan Rekar - Zoran Ren - Jože Rigler - Saška Rihtaršič - Franc Roethel - Dejan Rojko

## S
Niko Samec - Urška Sancin - Viktor Savnik - Zdenko Savšek - Franc Schweiger - Mihael Sekavčnik - Boris Selan - Zoran Seljak - Andrej Senegačnik - Martin Sever - Jurij Simčič? - Janko Slavič - Alojzij Sluga - Ivan Smerdu - Franc Smolik - Jožef Smrkolj - Jernej Soban - Mirko Soković - Vladimir Staněk - Marko Starbek (1943-2023) - Slavko Stošicki - Uroš Stritih - Romeo Strojnik - Jože Stropnik - Albert Struna - Anton Stušek - Andrej Suhadolc - Joe Sutter (Suhadolc) - Sobočan Tine 

## Š
Samo Šali - Božidar Šarler - Boštjan Šifrar - Brane Širok - Leopold Škerget - Marko Škerlj - Milan Škrjanc - Pavel Škofic - Pavel Šmarčan (1926-2022) - Janez Šmitek (1916-2005) - Leopold Šolc (1918-2011) - Miha Šorn - Adolf Šostar (1934-2022) - Matjaž Šraml - Boris Štok - Josip Štolfa - Roman Šturm - M.Šuklje?- Borivoj Šuštaršič - (Verij Švajgar) - Gregor Švajger - Damijan Švajncer Butinar Zdenko Štraus ( 1952 - )

## T
Boštjan Taljat - Frančišek Tašner - Jože Tavčar - Riko Tavčar - Tomaž Terček (strojnik) - (Milan Terčelj) - France Tomšič - Mihael Gabrijel Tomšič - Francelj Trdič - Ferdinand Trenc (st./ml.) - Marjan Treppo - Matija Tuma - Viktor Turnšek (1884-1953) - Jaka Tušek - Janez Tušek

## U
Samo Ulaga - Miran Ulbin - Manica Ulčnik Krump - Dobromil Uran - Franci Uduč -

## V
Matjaž Valenčič - Pavle Valentič - Joško Valentinčič - Božo Vehovec (1934-2009) - Boris Velenšek - Matej Vesenjak - Jože Vižintin - Miro Vodeb - Peter Vogrič (1931-2023) - Valter Volf - Mira Vovk Avšič - Simon Vrhunec - Ernest Vršec - Jaroslav Vrtačnik - Ljupka Vrteva - Lucijan Vuga - Tomaž Vuherer - Nataša Vujica Herzog - (Ivo Vušković)

## Z
(Štefan Zagoričnik) - Aleksander Zalaznik - Stanislav Zazula - Leopold Zemljak - Franc Zgaga - Miran Zgonik - Ivan Zidar - Anton Zima (1923-2023) - Otmar Zorn - Ivan Zrimšek - Ivan Zupan (1922-2014) - Samo Zupan - Danilo Zupančič (1952-2017) - Jože Zupančič - Martin Zupančič - Franc Zupanič - Albert Zore (1950-) -  

## Ž
Janez Žagar - Jože Žagar - Stanislav Žagar - Roman Žavbi - Djordje Žebeljan - Andrej Žerovnik - Aleksander Žezlina - Valentin Matija Živic - Andrej Žnidar - Bogumil Žnidaršič - Matjaž Žnidaršič - Iztok Žun - Zoran Žunič -Janez Župec - Uroš Župerl - Urban Žvar Baškovič - Matej Žvokelj